# Alexander Hamilton Robertson
Pour les articles homonymes, voir Robertson.
Alexander Hamilton Robertson (Ayr, 1er octobre 1848 - Londres, 12 mai 1913) est un joueur international écossais de rugby.
Il fait partie de l'équipe d'Écosse de rugby qui affronte l'Angleterre dans ce qui constitue le tout premier match international de rugby de l'histoire, en 1871, qu'il a contribué à impulser.

## Carrière en rugby

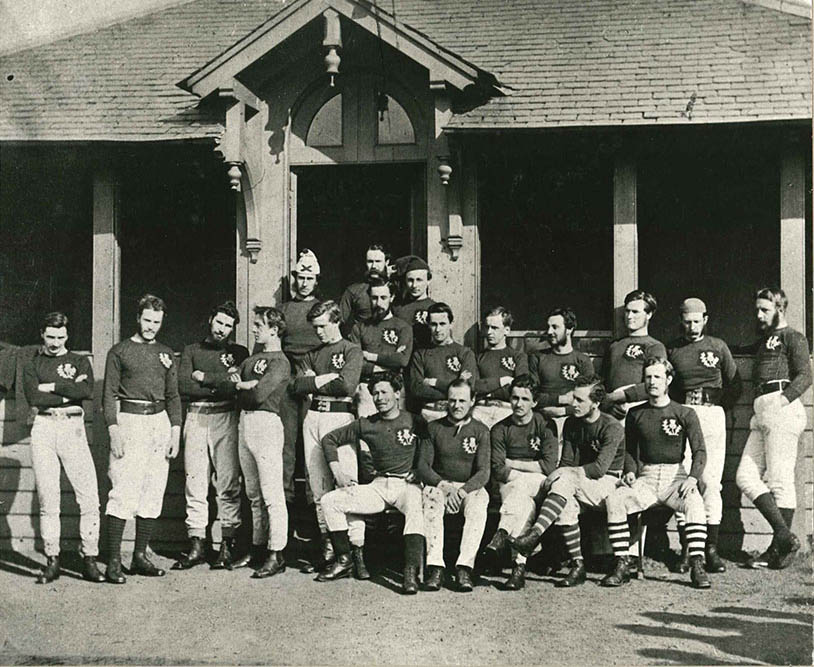
La première équipe nationale de rugby d'Écosse, lors du match de mars 1871 contre l'Angleterre à Édimbourg.

Alexander Hamilton Robertson naît à Ayr le 1er octobre 1848.
À l'âge de 18 ans, il rejoint la milice royale d'Ayrshire et de Wigton comme lieutenant.
Il évolue comme forward (avant) au sein du West of Scotland FC, dont il est capitaine,.
À la suite d'une première rencontre internationale s'étant tenue à The Oval en novembre 1870, mais contestée par les Écossais qui ne s'estimaient pas représentés,,, Alexander Robertson s'associe à quatre autres capitaines écossais, Francis Moncreiff (Edinburgh Academical FC), J. Hall Blyth (Merchistonian FC), John Arthur (Glasgow Academicals RFC) et J. H. Oatts (St. Andrew's Rovers FC) pour publier un défi le 8 décembre 1870 dans l'hebdomadaire sportif londonien Bell's Weekly et dans le quotidien écossais The Scotsman, invitant toute équipe « sélectionnée dans toute l'Angleterre » à un match à 20 joueurs qui serait joué selon les règles de Rugby,.
Le défi est relevé est Robertson fait ainsi partie de la toute première équipe d'Écosse de rugby lors du tout premier match international de rugby de l'histoire, contre l'Angleterre. L'Écosse l'emporte 1 à 0, en inscrivant 2 essais et 1 transformation contre 1 essai non transformé contre l'Angleterre (seules les transformations rapportaient des points à l'époque),,.
Alexander Hamilton Robertson meurt dans le quartier londonien de Holborn le 12 mai 1913, à l'âge de 64 ans.